# El jardí de les roses
El jardí de les roses (1258), també anomenat Golestan, és l'obra més coneguda de Sa'di o Saadi. Pertany al gènere sapiencial i és un recull de poemes, contes i llegendes que pretenen educar el lector a través dels seus missatges. La seva influència a l'Iran és enorme, ja que es considera una de les obres més importants de la literatura persa. Malgrat el seu llenguatge planer i directe, les històries tenen sovint diverses interpretacions possibles, com acostuma a passar a les obres del sufisme.

## Estructura
Els contes s'ordenen temàticament en vuit capítols. Entre ells no hi ha cap ordre particular, sinó que reflecteixen la voluntat de l'autor d'anar repartint "roses" (bells escrits) per formar un jardí que delecti els sentits i la ment, tal com afirma al pròleg. Els vuit capítols són:
- Sobre el caràcter dels reis
- Sobre la moral dels dervixos
- Sobre les excel·lències de la satisfacció
- Sobre els beneficis del silenci
- Sobre l'amor i la joventut
- Sobre la debilitat i la vellesa
- Sobre els efectes de l'educació
- Sobre les bones maneres en societat

Cada conte narra una història en prosa, que pot ser un conte tal qual, una llegenda, un aforisme, anècdota o informació de context. Després inclou uns versos on es reprèn el tema de la història per reforçar-ne el missatge.

## Temes
Hi ha diversos temes però potser el principal és l'absurd de l'existència humana i la necessitat de viure segons els preceptes divins per preparar-se per a la mort. Els temes secundaris són els que remeten al títol de cada capítol. Tota l'obra es concep com una guia de conducta, tant de la gent humil com dels poderosos, i en aquest sentit trasllada el gènere de l'espills de prínceps a Orient. Intenta fer un retrat fidel de la societat del seu temps, sense idealitzacions, per denunciar allò que no funciona (com el caprici dels monarques o la cobdícia dels servents) i aconsellar solucions. Sovint apareix ell com a personatge a la trama, explicant el que va sentir durant els seus viatges, com a pecador que aprèn una lliçó o com a conseller savi.

## Estil
La prosa usa una llenguatge en un registre estàndard i familiar, proper al lector. Els poemes, per contra, eleven una mica el to, apropant-se als maqama àrabs dels quals provenen, on imperen el preciosisme formal. El text està narrat en primera persona, que s'alterna amb un narrador omniscient en determinades històries, sense que hi hagi progressió en la psicologia del protagonista. Inclou nombroses referències literàries i religioses destinades al públic culte, perquè el Golestan estava pensat per a una varietat de lectors. El mateix Sa'di afirma que vol vestir l'ensenyament d'un embolcall amable, perquè si el lector s'entreté, accedirà més fàcilment al contingut, seguint el consell d'Horaci a l'Art poètica. Per això s'intercalen acudits, escenes d'humor i aventura entre les històries.

## Llegat
El llibre fou traduït àmpliament des de l'inici, per la qual cosa va influir a la literatura oriental i occidental de diferents èpoques. Destaca la influència dels contes moralitzants en Voltaire, Ralph Waldo Emerson o Goethe], entre d'altres.
Una història de El jardí de les roses està inscrita a l'entrada de la seu de les Nacions Unides.

## Traduccions al català
- Traducció d'Àlex Queraltó Bartrés. Adesiara editorial, Martorell, 2014.
- Traducció d'Agustí Esclasans. Quaderns Literaris - Llibreria Catalonia, Barcelona, 1935.